# Sardigliano
Sardigliano (Sandijan in piemontese) è un comune italiano di 376 abitanti della provincia di Alessandria, in Piemonte, sulle colline interne che limitano a destra la valle dello Scrivia al suo sbocco nella pianura. I suoi corsi d'acqua principali sono: rio Predazzo, rio Brutto, rio Angiassi, rio Cuniolo, rio Sarzeto. Il clima in estate è caldo e afoso, mentre d'inverno rigido con frequenti nebbie.

## Storia

### Simboli
Lo stemma comunale è stato concesso assieme al gonfalone con decreto del presidente della Repubblica del 9 aprile 2008.
Il gonfalone è un drappo partito di giallo e di rosso.

## Monumenti e luoghi d'interesse
Meritano una menzione la chiesa parrocchiale di San Secondo risalente al XVI secolo, l'omonimo oratorio settecentesco, in località Sant'Antonio e la chiesa di San Fedele in frazione Malvino.

## Società

### Evoluzione demografica
Abitanti censiti

## Amministrazione
Di seguito è presentata una tabella relativa alle amministrazioni che si sono succedute in questo comune.
| Periodo        | Periodo        | Primo cittadino     | Partito                              | Carica  | Note  |
| -------------- | -------------- | ------------------- | ------------------------------------ | ------- | ----- |
| 11 giugno 1985 | 20 maggio 1990 | Gian Franco Repetti | Democrazia Cristiana                 | Sindaco | [ 6 ] |
| 20 maggio 1990 | 24 aprile 1995 | Gian Franco Repetti | Democrazia Cristiana                 | Sindaco | [ 6 ] |
| 24 aprile 1995 | 14 giugno 1999 | Gian Franco Repetti | centro                               | Sindaco | [ 6 ] |
| 14 giugno 1999 | 14 giugno 2004 | Franco Ciparelli    | lista civica                         | Sindaco | [ 6 ] |
| 14 giugno 2004 | 8 giugno 2009  | Franco Ciparelli    | lista civica                         | Sindaco | [ 6 ] |
| 8 giugno 2009  | 25 maggio 2014 | Angelo Gatti        | lista civica La valle per continuare | Sindaco | [ 6 ] |
| 26 maggio 2014 | 27 maggio 2019 | Angelo Gatti        | lista civica La valle per continuare | Sindaco | [ 6 ] |
| 27 maggio 2019 | 9 giugno 2024  | Renato Galardini    | lista civica La valle per continuare | Sindaco | [ 6 ] |
| 9 giugno 2024  | in carica      | Gian Carlo Piella   | lista civica Insieme per la valle    | Sindaco | [ 6 ] |